# Яблонский, Андрей Николаевич
Андре́й Никола́евич Ябло́нский (1869—1918) — генерал-майор, герой Первой мировой войны.

## Биография
Православный. Брат полковника Сергея Николаевича Яблонского.
Среднее образование получил в Астраханском реальном училище. В 1890 году окончил военно-училищный курс Московского пехотного юнкерского училища, из которого был выпущен подпоручиком в Астраханский резервный пехотный кадровый батальон. Позднее служил в Свияжском резервном пехотном батальоне.
Чины: поручик (1893), штабс-капитан (1900), капитан (1902), подполковник (1904), полковник (1908), генерал-майор (10.4.1916).
В 1900 году окончил Николаевскую академию Генерального штаба по 1-му разряду. По окончании академии состоял старшим адъютантом штаба войск Уральской области (1901—1902), обер-офицером для поручений при штабе Казанского военного округа (1902—1904) и штаб-офицером для поручений при командующем войсками того же округа (1904—1912).
25 августа 1912 года назначен начальником штаба 47-й пехотной дивизии, с которой вступил в Первую мировую войну. 13 ноября 1914 года назначен командиром 163-го пехотного Ленкоранско-Нашебургского полка. Был награждён Георгиевским оружием
За то, что, состоя командиром 163-го пехотного Ленкоранско-Нашебургского полка, в бою у д. Жонсник, 25-го июля 1915 года, вступив в командование 2-й бригадой 41-й пехотной дивизии, и видя, что части бригады, под ураганным огнём тяжелой артиллерии немцев, перешедших затем в наступление, не выдержали и начали отходить с позиции, очищая противнику путь на гор. Остров, личным примером увлек за собою баталион участкового резерва, остановил отходившие части бригады, перешел с ними в контр-атаку, опрокинул противника, выбил его из занятых им наших окопов и удержал последние за собою до конца боя, несмотря на повторные атаки немцев, чем и упрочил положение всего корпуса.
6 февраля 1916 года назначен начальником штаба 1-й Финляндской стрелковой дивизии, а 25 октября возвращен на ту же должность в 47-ю пехотную дивизию. 11 марта 1917 года назначен начальником штаба 29-го армейского корпуса. 27 июня 1917 года уволен от должности за болезнью и отчислен в резерв чинов при штабе Киевского военного округа.
Скончался в 1918 году в Саратове от последствий тяжелой контузии, полученной в начале 1917 года.

## Награды
- Орден Святого Станислава 3-й ст. (1898);
- Орден Святой Анны 3-й ст. (1904);
- Орден Святого Станислава 2-й ст. (1906);
- Орден Святой Анны 2-й ст. (6.12.1911);
- Орден Святого Владимира 4-й ст. (ВП 18.02.1914);
- Орден Святого Владимира 3-й ст. с мечами (ВП 31.01.1915);
- мечи и бант к ордену Св. Владимира 4-й ст. (ВП 31.01.1915);
- мечи к ордену Св. Анны 2-й ст. (ВП 27.07.1915);
- Высочайшее благоволение (ВП 03.08.1915);
- мечи к ордену Св. Станислава 2-й ст. (ВП 08.06.1916);
- Георгиевское оружие (ВП 11.09.1916);
- Орден Святого Станислава 1-й ст. с мечами (ВП 20.12.1916).